# روبرتو ده أسيس موريرا
روبرتو ده أسيس موريرا (بالبرتغالية: Roberto de Assis Moreira‏) (10 يناير 1971 في بورتو أليغري في البرازيل – )؛ هو لاعب كرة قدم سابق كان يلعب كلاعب وسط.

## وصلات خارجية
- روبرتو ده أسيس موريرا على موقع رابطة كرة القدم اليابانية للمحترفين (اليابانية)
- روبرتو ده أسيس موريرا على موقع قاعدة بيانات كرة القدم.إي يو (الإنجليزية)
- روبرتو ده أسيس موريرا على موقع عالم كرة القدم.نت (الإنجليزية)